# Salix (Pensilvania)
Salix es un lugar designado por el censo ubicado en el condado de Cambria en el estado estadounidense de Pensilvania. En el Censo de 2010 tenía una población de 1149 habitantes y una densidad poblacional de 457,82 personas por km².

## Geografía
Salix se encuentra ubicado en las coordenadas 40°17′19″N 78°45′43″O / 40.28861, -78.76194. Según la Oficina del Censo de los Estados Unidos, Salix tiene una superficie total de 2.51 km², de la cual 2.51 km² corresponden a tierra firme y (0%) 0 km² es agua.

## Demografía
Según el censo de 2010, había 1149 personas residiendo en Salix. La densidad de población era de 457,82 hab./km². De los 1149 habitantes, Salix estaba compuesto por el 99.13% blancos, el 0.26% eran afroamericanos, el 0% eran amerindios, el 0.09% eran asiáticos, el 0% eran isleños del Pacífico, el 0% eran de otras razas y el 0.52% pertenecían a dos o más razas. Del total de la población el 0.26% eran hispanos o latinos de cualquier raza.